# حمزة بلاهويل
حمزة بلاهويل (بالفرنسية: Hamza Belahouel) (من موليد 8 يونيو 1993 في مستغانم) هو لاعب كرة قدم جزائري يلعب في مولودية وهران في الرابطة الجزائرية المحترفة الأولى.

## روابط خارجية
- حمزة بلاهويل على موقع قاعدة بيانات كرة القدم.إي يو (الإنجليزية)
- حمزة بلاهويل على موقع Soccerway.com (الإنجليزية)